# Megapsyrassa testacea
Megapsyrassa testacea är en skalbaggsart som beskrevs av Giesbert 1993. Megapsyrassa testacea ingår i släktet Megapsyrassa och familjen långhorningar.
Artens utbredningsområde är:
- Guatemala.
- Honduras.

Inga underarter finns listade i Catalogue of Life.